# ميخائيل فيلك
ميخائيل فيلك (بالإنجليزية: Michael Wilk)‏ هو موسيقي أمريكي، ولد في 1952 في شيكوبي في الولايات المتحدة.

## وصلات خارجية
- ميخائيل فيلك على موقع ميوزك برينز (الإنجليزية)
- ميخائيل فيلك على موقع ديسكوغز (الإنجليزية)